# 2005 Hencke
2005 Hencke este un asteroid din centura principală, descoperit pe 2 septembrie 1973 de Paul Wild.